# Cekno, Mlîniv
Cekno (în ucraineană Чекно) este un sat în comuna Iaroslavîci din raionul Mlîniv, regiunea Rivne, Ucraina.

## Demografie
Componența lingvistică a localității Cekno
     Ucraineană (96,77%)
     Rusă (2,42%)
Conform recensământului din 2001, majoritatea populației localității Cekno era vorbitoare de ucraineană (96,77%), existând în minoritate și vorbitori de rusă (2,42%).